# Чемпионат СССР по классической борьбе 1983
52-й Чемпионат СССР по классической борьбе проходил в Москве с 24 по 28 июля 1983 года. Он был проведён параллельно с соревнованиями по классической борьбе на VIII летней Спартакиаде народов СССР.

## Медалисты
| Весовая категория            | Золото                                         | Серебро                                           | Бронза                                             |
| ---------------------------- | ---------------------------------------------- | ------------------------------------------------- | -------------------------------------------------- |
| До 48 кг Наилегчайший вес    | Анатолий Бозин «Урожай» (Казань)               | Виктор Савчук «Буревестник» (Москва)              | Темо Казарашвили Вооружённые Силы (Тбилиси)        |
| До 52 кг Легчайший вес       | Бенур Пашаян «Динамо» (Арташат)                | Анатолий Романюк «Трудовые резервы» (Николаев)    | Минсеит Тазетдинов «Динамо» (Ульяновск)            |
| До 57 кг Полулёгкий вес      | Камиль Фаткуллин «Динамо» (Ташкент)            | Тимержан Калимулин «Динамо» (Омск)                | Виктор Пивоваров Вооружённые Силы (Москва)         |
| До 62 кг Лёгкий вес          | Рафаил Насибулов «Динамо» (Саранск)            | Василий Возный «Трудовые резервы» (Ворошиловград) | Камандар Маджидов «Буревестник» (Минск)            |
| До 68 кг 1-й полусредний вес | Манвел Апикян «Трудовые резервы» (Ленинакан)   | Александр Аненков Вооружённые Силы (Куйбышев)     | Геннадий Ермилов Вооружённые Силы (Ростов-на-Дону) |
| До 74 кг 2-й полусредний вес | Михаил Мамиашвили Вооружённые Силы (Москва)    | Владимир Запорожченко «Динамо» (Запорожье)        | Александр Козовский Вооружённые Силы (Гомель)      |
| До 82 кг 1-й средний вес     | Геннадий Корбан Вооружённые Силы (Москва)      | Валерий Сухоплюев «Динамо» (Новосибирск)          | Александр Баранов «Трудовые резервы» (Ташкент)     |
| До 90 кг 2-й средний вес     | Валентин Чебруков Вооружённые Силы (Куйбышев)  | Валерий Жданов «Динамо» (Ворощиловград)           | Игорь Каныгин «Динамо» (Витебск)                   |
| До 100 кг Полутяжёлый вес    | Николай Балбошин «Динамо» (Москва)             | Вячеслав Клименко Вооружённые Силы (Киев)         | Сергей Голубович «Динамо» (Смоленск)               |
| Свыше 100 кг Тяжёлый вес     | Автандил Майсурадзе Вооружённые Силы (Тбилиси) | Николай Макаренко Белая Церковь                   | Евгений Артюхин Вооружённые Силы (Москва)          |